# ویرانی (فیلم ۲۰۲۵)
ویرانی (به انگلیسی: Havoc) یک فیلم اکشن و دلهره‌آور آمریکایی-بریتانیایی محصول سال ۲۰۲۵ به نویسندگی و کارگردانی گرت ایوانز با بازی تام هاردی است، این فیلم توسط نتفلیکس در ۲۵ آوریل ۲۰۲۵ منتشر شد.

## خلاصه داستان
پس از اینکه یک معامله مواد مخدر به هم می‌خورد، یک کارآگاه برای نجات پسر یک سیاستمدار وارد دنیای زیرین جنایتکاران شده و گرهٔ تاریک شهرش از توطئه و فساد را باز کند.

## مشروح داستان
گروهی از دزدان به نام‌های چارلی، میا، جانی و وس، یک محموله ماشین لباس‌شویی را می‌ربایند که درون آن محموله‌ای مخفی از کوکائین پنهان شده است. گروهی از کارآگاهان واحد مبارزه با مواد مخدر به نام‌های وینسنت، هایز، جیک و کورتز آن‌ها را تعقیب می‌کنند. در جریان این تعقیب، کورتز به شدت زخمی می‌شود و به بیمارستان منتقل می‌شود.
آن شب، چارلی و میا کوکائین دزدیده‌شده را نزد تسویی، رئیس محلی سازمان جنایی «تریاد»، می‌برند. میا پیش‌تر ماشین تسویی را دزدیده بود و مجبور شده بود برای پرداخت بدهی‌اش برای او کار کند. در همان‌جا، گروهی مهاجم نقاب‌دار به مخفیگاه حمله می‌کنند و تسویی و محافظانش را به گلوله می‌بندند. چارلی و میا به‌زحمت می‌گریزند. این مهاجمان با چینگ، معاون ناراضی تسویی، هم‌دست هستند؛ کسی که اندکی پیش از رسیدن آن‌ها، محل را ترک کرده بود.
پاتریک واکر، کارآگاه بخش قتل و جداافتاده از خانواده‌اش، در استخدام لارنس بومونت است؛ سرمایه‌دار املاک، نامزد شهرداری و پدر چارلی. وقتی لارنس می‌فهمد پسرش متهم به قتل تسویی شده، به واکر دستور می‌دهد او را پیدا کرده و محافظت کند. واکر به‌همراه همکار تازه‌کارش، الی، در پی یافتن رد چارلی و میا می‌افتد.
واکر به عیادت کورتز در بیمارستان می‌رود؛ چرا که پیش‌تر خود نیز عضوی از گروه مبارزه با مواد مخدر بوده است، گروهی که همگی در استخدام لارنس هستند. واکر از آن‌ها جدا شده بود، چون در حادثه‌ای، وینسنت هنگام سرقتی ناموفق از مواد مخدر، یک مأمور مخفی را کشته بود. در ادامهٔ تحقیقات واکر، مادر تسویی و خواهر بزرگ‌تر چینگ، که رهبری ارشد تریاد را دارد و با لقب «مادر» شناخته می‌شود، به شهر می‌آید و از چینگ درباره سرنوشت پسرش می‌پرسد. چینگ، چارلی را مقصر معرفی می‌کند و در نتیجه مادر دستور می‌دهد لارنس را از کاروان محافظت‌شده‌اش بیرون کشیده و به‌شدت شکنجه کنند.
واکر به سراغ دایی میا، رائول، می‌رود که در حال جعل گذرنامه برای خروج چارلی و میا از کشور است. واکر او را وادار می‌کند قرار ملاقاتی در کلوب شبانه بگذارد تا گذرنامه‌ها را تحویل دهد. اما پیش از آن‌که واکر بتواند چارلی و میا را به سلامت از آن‌جا خارج کند، وینسنت، هایز و جیک سر می‌رسند. میا، وینسنت را به‌عنوان قاتل تسویی شناسایی می‌کند. رائول، جانی، وس و نیروهای تریادِ فرستاده‌شده توسط مادر نیز می‌رسند و درگیری و تیراندازی شدید و گسترده‌ای آغاز می‌شود. هایز، رائول، جانی، وس و شمار زیادی از افراد تریاد کشته می‌شوند. واکر با زحمت، همراه میا و چارلیِ زخمی، می‌گریزد.
واکر درمی‌یابد که وینسنت و همراهانش قصد داشتند محموله کوکائین را برای خودشان بربایند، نه اینکه چارلی و گروهش را دستگیر کنند. وینسنت با چینگ هم‌دست بوده و برای کوکائین خریدار داشته است. چینگ درصدد بود از این معامله سود ببرد و تسویی را که به‌جای خودش به ریاست تریاد رسیده بود، از میان بردارد. برای پاک‌کردن ردپا، چینگ به بیمارستان می‌رود و کورتز و همسرش را می‌کشد. الی، که واکر برای محافظت از کورتز فرستاده بود، به تعقیب چینگ رفته و او را دستگیر می‌کند.
واکر، چارلی و میا را به کلبه قدیمی پدرش در حومه شهر می‌برد. تریادها رد آن‌ها را می‌زنند و حمله‌ای گسترده آغاز می‌شود. در نبردی مسلحانه، آن‌ها شماری از مهاجمان را می‌کشند، اما در نهایت چارلی و میا اسیر می‌شوند. واکر پس از نبردی سخت که در آن به‌شدت زخمی می‌شود، آدمکش اصلی مادر را می‌کشد. مادر همراه محافظانش و با لارنس وارد می‌شود. او که هنوز باور دارد چارلی قاتل پسرش است، لارنس را وادار می‌کند با میا بازی رولت روسی انجام دهد.
اما الی با دستگیرکردن وینسنت، جیک و چینگ سر می‌رسد و آن‌ها را عاملان اصلی معرفی می‌کند. چینگ اعتراف می‌کند که به‌خاطر حسادت از اینکه خواهرش پس از مرگ برادر بزرگ‌ترشان، ریاست تریاد را به پسرش (تسویی) سپرده بود، نقشه قتل او را کشیده است. ناگهان جیک خود را رها کرده و می‌خواهد به چارلی شلیک کند، اما لارنس خود را سپر او می‌کند و در آغوش پسرش می‌میرد. چینگ و تریادهای خائنِ وفادار به او، مادر و وفادارانش را به گلوله می‌بندند. چینگ همچنین وینسنت را زخمی می‌کند، اما وینسنت به او شلیک کرده و می‌گریزد.
الی و جیک درگیر می‌شوند و جیک در آستانه کشتن الی است که چارلی به‌تلافی مرگ پدرش او را می‌کشد. وینسنت می‌کوشد با قطار بگریزد، اما واکر به او شلیک کرده و زخمی‌اش می‌کند. در درگیری نهایی، وینسنت به واکر شلیک می‌کند، اما واکر نیز او را می‌کشد. با رسیدن پلیس و ادامهٔ خطر، الی اجازه می‌دهد چارلی و میا بگریزند. الی و واکرِ به‌شدت زخمی با هم گفت‌وگو می‌کنند و واکر از او می‌خواهد بازداشتش کند. الی نمی‌پذیرد و واکر در حالی که به ماشین‌های پلیس نزدیک‌شونده نگاه می‌کند، با سرنوشتی نامعلوم مواجه می‌شود.

## بازیگران
- تام هاردی در نقش واکر
- فارست ویتاکر
- تیموتی اولفینت
- جاستین کورنول
- جسی می لی
- یئو یان یان
- کولین سپولودا
- لوئیس گازمن
- سانی پنگ
- میشل واترسون
- نرگس رشیدی

## تولید
در تاریخ ۱۹ فوریه ۲۰۲۱، اعلام شد که گارث اونس کارگردان یورش: رستگاری برای کارگردانی فیلم از فیلمنامه او تحت معامله منحصر به فردش با نتفلیکس استخدام شده است. ایوانز همچنین به عنوان تهیه‌کننده این فیلم در کنار تام هاردی و اد تالفان برای سورن اسکرین و همچنین آرام ترتزاکیان از اکس‌وای‌زد فیلمز اعلام شد.
در کنار اعلام اولیه، تام هاردی برای نقش اصلی انتخاب شد. فارست ویتاکر ماه بعد به گروه بازیگران اضافه شد. در ژوئن ۲۰۲۱، تیموتی اولفینت، جاستین کورنول، جسی می لی و یئو یان یان به بازیگران اصلی پیوستند و کولین سپولودا، لوئیس گازمن، سانی پانگ و میشل واترسون در نقش‌های فرعی بازی می‌کنند.
فیلم‌برداری اصلی فیلم در ۸ ژوئیه ۲۰۲۱ در کاردیف، ولز، جایی که تولید عمدتاً در آنجا انجام خواهد شد، آغاز شد. این فیلم قرار است «یکی از بزرگ‌ترین فیلم‌هایی باشد که تا به حال در ولز تولید شده است» و «میراثی ماندگار برای فیلم‌سازان» به جا خواهد گذاشت. هاردی به ترتیب در ژوئیه و اوت ۲۰۲۱ در پارک تفریحی جزیره بری در ولز جنوبی و خارج از سالن برانگوین در سوانسی مشاهده شد. ویرانی همچنین اولین فیلمی خواهد بود که از نوزادگاه متحرک واندر وُرکس استفاده می‌کند. قرار است تولید در اکتبر ۲۰۲۱ به پایان برسد. در ۲۲ اکتبر ۲۰۲۱، فیلمبرداری به‌طور رسمی به پایان می‌رسد.

## بازخوردها
- در وب‌سایت جمع‌آوری نقد راتن تومیتوز از رای ۵۵ نقد منتقد دارای ۶۵ درصد تائیدیه می‌باشد.
- در متاکریتیک، که از میانگین وزنی استفاده می‌کند، بر اساس رای ۲۲ منتقد، امتیاز ۵۸ از ۱۰۰ را به فیلم اختصاص داد که نشان دهنده نقدهای «مختلط یا متوسط» است.